# Charitella gracilis
Charitella gracilis är en tvåvingeart som beskrevs av Louis-Paul Mesnil 1957. Charitella gracilis ingår i släktet Charitella och familjen parasitflugor.
Artens utbredningsområde är Myanmar. Inga underarter finns listade i Catalogue of Life.